# James Roday
James Roday, född James Rodríguez 4 april 1976 i San Antonio, Texas, är en amerikansk skådespelare, främst känd för huvudrollen som Shawn Spencer i TV-serien Psych.

## Filmografi
- 2000 – Believe

## Fotnoter
1. ↑  Gemeinsame Normdatei, läst: 9 april 2014.[källa från Wikidata]
2. ↑  Gemeinsame Normdatei, läst: 10 december 2014.[källa från Wikidata]